# Deutsche Fußballmeisterschaft der A-Junioren 1973/74
Die deutsche Fußballmeisterschaft der A-Junioren 1974 war die 5. Auflage dieses Wettbewerbes. Meister wurde der 1. FC Nürnberg, der im Finale den 1. FC Köln mit 1:0 besiegte.

## Teilnehmende Mannschaften
An der A-Jugendmeisterschaft nahmen die 16 Landesverbandsmeister teil.
| Regionalverband Nord                                                                                             | Regionalverband West                                                             | Regionalverband Südwest                                                                            | Regionalverband Süd | Berlin                            |
| --- | -------------------------------------------------------------------------------- | -------------------------------------------------------------------------------------------------- | --- | --------------------------------- |
| - Schleswig-Holstein: Holstein Kiel - Hamburg: Hamburger SV - Bremen: Werder Bremen - Niedersachsen: Hannover 96 | - Westfalen: FC Schalke 04 - Mittelrhein: 1. FC Köln - Niederrhein: MSV Duisburg | - Rheinland: Eisbachtaler Sportfreunde - Südwest: 1. FSV Mainz 05 - Saarland: Borussia Neunkirchen | - Hessen: Kickers Offenbach - Baden: Karlsruher SC - Südbaden: Freiburger FC - Württemberg: VfB Stuttgart - Bayern: 1. FC Nürnberg | - Berlin: FC Hertha 03 Zehlendorf |

## Vorrunde

### VorrundengruppeHannover
|                         | Ergebnis        |                         |
| ----------------------- | --------------- | ----------------------- |
| Halbfinale:             |                 |                         |
| Hannover 96             | 2:3             | FC Hertha 03 Zehlendorf |
| 1. FSV Mainz 05         | 0:0 (0:3 i. E.) | 1. FC Nürnberg          |
| Spiel um Platz 3:       |                 |                         |
| Hannover 96             | 4:1             | 1. FSV Mainz 05         |
| Finale:                 |                 |                         |
| FC Hertha 03 Zehlendorf | 2:5             | 1. FC Nürnberg          |

### VorrundengruppeDuisburg
|                      | Ergebnis        |                      |
| -------------------- | --------------- | -------------------- |
| Halbfinale:          |                 |                      |
| MSV Duisburg         | 2:3             | FC Schalke 04        |
| Borussia Neunkirchen | 2:3             | Kickers Offenbach    |
| Spiel um Platz 3:    |                 |                      |
| MSV Duisburg         | 0:1             | Borussia Neunkirchen |
| Finale:              |                 |                      |
| FC Schalke 04        | 2:2 (2:3 i. E.) | Kickers Offenbach    |

### VorrundengruppeHamburg
|                           | Ergebnis        |                           |
| ------------------------- | --------------- | ------------------------- |
| Halbfinale:               |                 |                           |
| Hamburger SV              | 4:0             | Eisbachtaler Sportfreunde |
| SV Werder Bremen          | 1:3             | Freiburger FC             |
| Spiel um Platz 3:         |                 |                           |
| Eisbachtaler Sportfreunde | 1:1 (4:2 i. E.) | SV Werder Bremen          |
| Finale:                   |                 |                           |
| Hamburger SV              | 2:0             | Freiburger FC             |

### VorrundengruppeKiel
|                   | Ergebnis |               |
| ----------------- | -------- | ------------- |
| Halbfinale:       |          |               |
| Holstein Kiel     | 2:6      | VfB Stuttgart |
| 1. FC Köln        | 1:0      | Karlsruher SC |
| Spiel um Platz 3: |          |               |
| Holstein Kiel     | 5:1      | Karlsruher SC |
| Finale:           |          |               |
| VfB Stuttgart     | 1:2      | 1. FC Köln    |

## Endturnier inStade

### Teilnehmer
| Mannschaften | Mannschaften      |
| ------------ | ----------------- |
|              | 1. FC Nürnberg    |
|              | Kickers Offenbach |
|              | Hamburger SV      |
|              | 1. FC Köln        |

### Halbfinale
| Datum            |                | Ergebnis        |                   |
| ---------------- | -------------- | --------------- | ----------------- |
| Fr 07.06., 17:00 | 1. FC Nürnberg | 3:1             | Hamburger SV      |
| Fr 07.06., 18:45 | 1. FC Köln     | 0:0 (3:2 i. E.) | Kickers Offenbach |

### Spiel um Platz 3
| Datum           |              | Ergebnis        |                   |
| --------------- | ------------ | --------------- | ----------------- |
| So 09.06., 9:00 | Hamburger SV | 2:2 (2:1 i. E.) | Kickers Offenbach |

### Finale
| 1. FC Nürnberg                                            | 1. FC Nürnberg | 1. FC Köln | 1. FC Köln |
| --------------------------------------------------------- | --- | --- | ---------- |
| 1. FC Nürnberg                                            | \| Sonntag, 9. Juni 1974 um 10:45 Uhr in Stade (Camper Höhe) \| \| Ergebnis: 1:0 (0:0) \| \| Zuschauer: 3.000 \| \| Schiedsrichter: Heinz Nickel (Neustadt an der Weinstraße) \|                                | \| Sonntag, 9. Juni 1974 um 10:45 Uhr in Stade (Camper Höhe) \| \| Ergebnis: 1:0 (0:0) \| \| Zuschauer: 3.000 \| \| Schiedsrichter: Heinz Nickel (Neustadt an der Weinstraße) \|                   | 1. FC Köln |
| 1. FC Nürnberg                                            | Klaus Müller – Günter Dämpfling – Klaus Lindner, Reiner Kraus, Norbert Kosian – Horst Weyerich, Christoph Reichenbach, Helmut Steuerwald – Erhard Suffel, Peter Sommer, Werner Dorok Cheftrainer: Fritz Kreißel | Wolfgang Mattern – Gerd Strack – Fink, Hermann Knöppel, Hans-Jürgen Tritschoks – Anthony Maude, Hans Faust, Anathasios Dakos – Hagen (55. Pesch), Robert Richter, Kemper Cheftrainer: Josef Röhrig | 1. FC Köln |
| 1. FC Nürnberg                                            | 1:0 Günter Dämpfling (68., Foulelfmeter) | | 1. FC Köln |
| 1. FC Nürnberg                                            | Tritschoks | | 1. FC Köln |
| 1. FC Nürnberg                                            | Zeitstrafe (10 min): Strack | | 1. FC Köln |
| Sonntag, 9. Juni 1974 um 10:45 Uhr in Stade (Camper Höhe) | | |            |
| Ergebnis: 1:0 (0:0)                                       | | |            |
| Zuschauer: 3.000                                          | | |            |
| Schiedsrichter: Heinz Nickel (Neustadt an der Weinstraße) | | |            |